# Пугачёв, Василий Павлович
Василий Павлович Пугачёв (р. 1 января 1948, село Борисенки Смоленской обл.) — доктор философских наук (1987), профессор (1992). Заведующий кафедрой управления персоналом факультета государственного управления МГУ имени М. В. Ломоносова (1996 — н. вр.), Заслуженный профессор Московского университета (2005), Заслуженный работник высшей школы РФ (2016). Лауреат книжной премии «Золотой фонд» в номинации «Признанный лидер» (2017).

## Научная биография
В. П. Пугачёв с отличием окончил философский факультет МГУ в 1973 г.
В 1976 году досрочно защитил кандидатскую диссертацию по философии на тему «Политическое сознание масс и развитие социалистической демократии».
Доктор философских наук (1987). Тема докторской диссертации «Механизм формирования политического сознания в социалистическом обществе».
Профессор (1992).
Василий Павлович принимал деятельное участие в создании кафедры управления персоналом факультета государственного управления МГУ, лицензировании и открытии специализации, специальности, магистерской программы и разработке новых учебных программ и стандартов подготовки бакалавров и магистров по направлению «Управление персоналом». В 1996 ему было поручено возглавлять эту кафедру, где он трудится и по настоящее время (2022 г.).

## Область научных интересов
управление персоналом организации; политика и демократия; управление психикой и поведением, манипулирование и программирование сознания; скрытые методы влияния в деловых коммуникациях; современные, информационно-финансовые и религиозные формы тоталитаризма.

## Преподавание
Профессор В. П. Пугачёв является автором и соавтором 11 учебных курсов факультета государственного управления МГУ.
Читал в разные годы в МГУ курсы: «Основы управления персоналом», «Управление персоналом», «Мотивация трудовой деятельности», «Управление человеческими ресурсами в XXI веке», «Современные технологии управления персоналом (МФК)», «Современные технологии управления человеческими ресурсами», «Детерминация управленческого поведения», «Современные методы мотивации персонала».
Научный руководитель 14 кандидатских, двух докторских диссертаций и более 50 дипломных работ.

## Из библиографии
Автор свыше 150 научных работ и учебников, в том числе 11 монографий, 18 учебников и учебных пособий, 2 словарей, изданных на русском, английском, немецком, испанском, португальском, польском, персидском, амхарском языках и хинди, включая одни из первых в Российской Федерации и на постсоветском пространстве учебники по политологии, а также управлению персоналом.
Среди изданных книг наиболее известны:
- «Управление свободой» (М., 2005, 2010, 2014, 2018),

учебники
- «Руководство персоналом» (М., 1998, 1999, 2002, 2005, 2008),
- «Управление персоналом организации» (М., 2018).
- «Введение в политологию» (на 2022 год переиздавалась свыше 35 раз).

Подробная библиография:
- Демократизм политической системы социализма : (Идеология, политика, критика буржуаз. демократии) / В. П. Пугачёв. — М. : Изд-во МГУ, 1983. — 176 с.; 20 см. — (Науч. коммунизм).
- Введение в политологию : [Учеб. пособие для вузов] / В. П. Пугачёв, А. И. Соловьёв. — М. : Аспект-пресс, 1995. — 319,[1] с.; 21 см; ISBN 5-7567-0001-3
- Руководство персоналом организации: учеб. для студентов вузов, … по спец. и направлению «Менеджмент» / В. П. Пугачёв. — Москва : Аспект Пресс, 1998. — 277 с. : ил., табл.; 22 см. — (Серия «Управление персоналом»); ISBN 5-7567-0218-0
- Тесты, деловые игры, тренинги в управлении персоналом : Учеб. для студентов вузов, … по специальности и направлению «Менеджмент» / В. П. Пугачёв. — М. : Аспект Пресс, 2000. — 284, [1] с. : табл.; 21 см. — (Серия «Управление персоналом»).; ISBN 5-7567-0240-7
- Политология : [Власть и политика. Полит. идеологии. Соврем. демократия] / В. П. Пугачёв. — М. : Филолог. о-во «Слово» : Эксмо, 2003. — 574 с.; 21 см. — (Высшее образование); ISBN 5-8123-0205-7 (Слово)
- Управление свободой : [скрытое влияние на сознание и подсознание, политический обман, манипулирование людьми, иллюзорное чувство личной свободы, зомбирование, программирование психики, управление психикой и поведение людей] / В. П. Пугачёв. — Москва : URSS, 2005. — 268 с.; 21 см; ISBN 5-484-00101-3
- Стратегическое управление человеческими ресурсами организации / В. П. Пугачёв. — Москва : КНОРУС, 2016. ISBN 978-5-406-04893-1
- Глобалистский тоталитаризм : социальные мутации цифрового капитализма : формирование человека и манипулятивные технологии управления / В. П. Пугачёв. — Москва : URSS, cop. 2021. — 226 с.; 22 см. — (Будущая Россия; № 34).; ISBN 978-5-9710-9242-1

### Под его редакцией
- Основы политической науки : [В 2 ч.] / МГУ им. М. В. Ломоносова, О-во «Знание» России; [Ахтамзян И. А. и др.]; Под ред. В. П. Пугачёва. — М. : О-во «Знание» России, 1993. — 20 см.
  - Ч. 1. — 223 с.; ISBN 5-254-00497-5
  - Ч. 2. — 224 с.; ISBN 5-254-00497-5

## Награды и премии
- Медаль «50 лет Вооружённых Сил СССР»,
- Медаль «В память 850-летия Москвы»,
- три медали М. М. Сперанского[2].
- Лауреат книжной премии «Золотой фонд» в номинации «Признанный лидер» (2017)[3][6].

Почётные звания
- Заслуженный профессор Московского университета (2005),
- Почётный работник высшего профессионального образования Российской Федерации (2005)
- Заслуженный работник высшей школы РФ (2016)[4]